# 洋乳香酒
洋乳香酒（希臘語：μαστίχα, mastícha, mastika, mastika）是一款使用洋乳香调味的酒。

## 分类
洋乳香酒热销于多个巴尔干半岛国家，并各有些许不同。

### 希腊
希腊的洋乳香酒可分为两大类，一类被称为Mastichato Chiou或Chios Mastiha，是一款白兰地为基酒的力娇酒，使用希俄斯岛上生产的洋乳香调味，通常与杏仁甜点一起食用，在婚宴上作为开胃酒饮用，具有气味芬芳，具有甘草味道；另一类洋乳香酒则类似希腊的乌佐酒，酒精浓度高，通常在室温下冷饮或加冰或冰水饮用，和水混合后会发生悬乳化，这种洋乳香酒通常就各种开胃菜，如章鱼，凉拌，沙丁鱼，鱿鱼，炒西葫芦，和蛤类饮用。

### 保加利亚
保加利亚的洋乳香酒也是一款高度数酒，通常冷饮。在保加利亚人们喜欢使用洋乳香酒混合一种叫做Menta的薄荷甜酒，调制鸡尾酒饮用，这种鸡尾酒在当地被称作“云”。
保加利亚法律规定，洋乳香酒的最低度数不得低于47%，必须使用天然香料，包括八角，茴香，小茴香酿造，其香料成份没升酒液不得低于2.5克，糖分每升不得低于40克。

### 北马其顿
在北马其顿，洋乳香酒被认定为该国国酒，通常作为开胃酒加冰饮用。其酒精浓度在43~45%，通常是由葡萄，葡萄干，李子，无花果酿造。北马其顿的斯特鲁米察地区是出产洋乳香酒的传统地区，最富盛名的北马其顿洋乳香酒品牌为“Strumička mastika”，由格洛索得（Grozd）（源自1953年）公司酿制，酒精浓度为43%。

### 罗马尼亚
在罗马尼亚，洋乳香酒被作为婚礼用酒，最适合用来佐餐鸡肉料理。

## 生产
洋乳香酒的生产首先是使用水果（通常是葡萄）发酵酿造酒精基酒，然后进行二次蒸馏，并使用乳香黃連木的树根进行过滤。使用乳香黃連木的树脂——洋乳香进行调味，使得酒液具有独特茴香风味。